# Archimedische cirkel

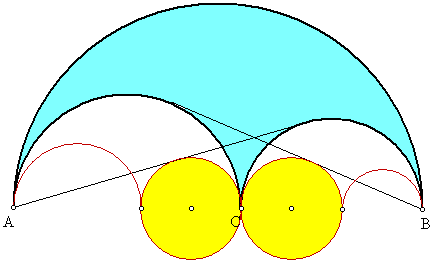
Voorbeeld van twee Archimedische cirkels.

Een Archimedische cirkel is een cirkel die met behulp van een  arbelos geconstrueerd kan worden en die congruent is aan de tweelingcirkels van Archimedes.

## Straal
Als {\displaystyle a} en {\displaystyle b} de stralen zijn van de kleine halve cirkels van de arbelos, is de straal van een Archimedische cirkel gelijk aan
{\displaystyle R={\frac {ab}{a+b}}}
Deze straal voldoet dus aan {\displaystyle {\frac {1}{R}}={\frac {1}{a}}+{\frac {1}{b}}}.

## Voorbeelden
- De bekendste en oudste voorbeelden van Archimedische cirkels, naast uiteraard de naamgevers, zijn de cirkels van Bankoff. Sinds de publicatie van deze cirkels door Bankoff is het aantal gevonden cirkels enorm toegenomen.
- Men kan met de kleine halve cirkels als grootste halve cirkels twee arbeloi maken die direct gelijkvormig zijn aan de gegeven arbelos. De kleine cirkels in deze kleine arbeloi bevatten twee congruente, Archimedische, cirkels. Deze cirkels raken bovendien aan de raaklijnen van de buitenste hoekpunten van de arbelos aan de overstaande halve cirkel.
- De Archimedische cirkel met middelpunt {\displaystyle C} (als in de figuur) raakt aan de raaklijnen vanuit de middelpunten van de kleine halve cirkels aan de andere kleine halve cirkel.
- Een cirkelpaar van Power.
- De cirkels van Woo.